# Tidarren sisyphoides
Tidarren sisyphoides là một loài nhện trong họ Theridiidae.
Loài này thuộc chi Tidarren. Tidarren sisyphoides được Charles Athanase Walckenaer miêu tả năm 1842.